# Rio Zola
Zola, Salmas ou Salmate (em armênio/arménio: Սալմաստի գետի; romaniz.: Salmasti geti) é um rio no Irã, que deságua no lago Úrmia. Corre ao norte de Úrmia e a oeste da cidade de Salmas, na província do Azerbaijão Ocidental. Nascendo nas montanhas ao longo da fronteira com a Turquia, flui para sudoeste ao longo da planície de Salmas. O rio tem uma área de captação de 846 quilômetros quadrados. O Zola é um componente importante do ecossistema da bacia do Úrmia.
O Zola foi represado para irrigação. A barragem tem uma altura de 83 metros e uma largura de 287 metros e é construída de uma barragem de terra e rocha com núcleo central de argila. A barragem contém 85 milhões de metros cúbicos de água.